# Hotellneset

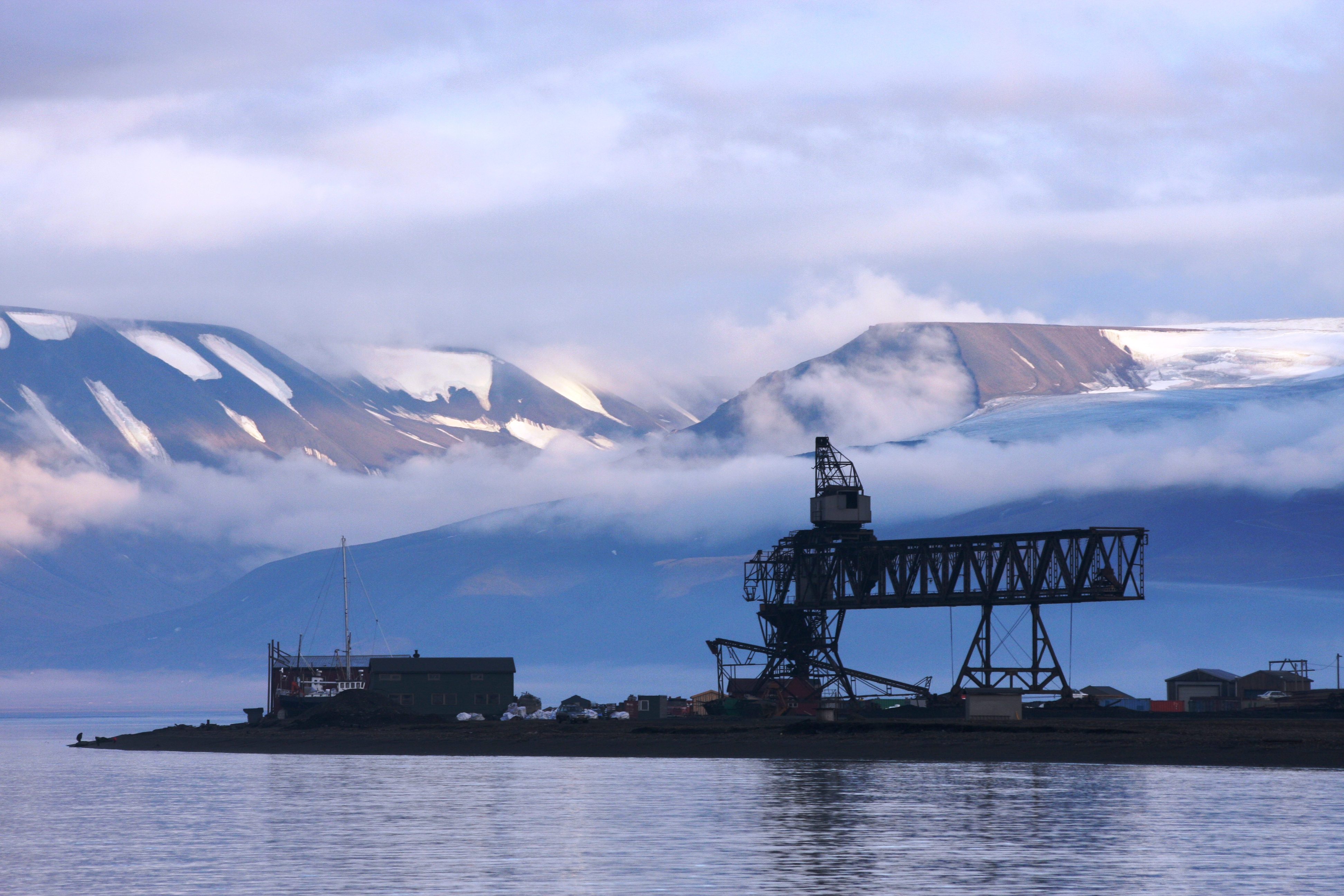
Port de charbon d'Hotellneset.

Hotellneset (« le point de l'hôtel ») est une péninsule du nord-ouest de Longyearbyen au Svalbard, en Norvège. Elle s'avance dans l'Adventfjorden.
Il s'agit de l'emplacement de l'aéroport de Longyearbyen, et du port d'expédition de charbon de Longyearbyen.